# Рубенчик Лев Йосипович
Лев Йо́сипович Рубе́нчик (3 квітня 1896 — 14 грудня 1988) — український мікробіолог. Член-кореспондент АН УРСР (з 1939 року).

## Біографічні відомості
Л. Й. Рубенчик народився 3 квітня 1896 року в м. Одеса. У 1922 році закінчив Одеський інститут народної освіти, в якому викладав до 1927 року.
У 1927—1930 роках був професором Одеського інституту технології зерна та борошна, у 1933—1941 роках — Одеського, у 1946—1950 роках — Київського університетів.
У 1933 році захистив дисертацію на здобуття наукового ступеня доктора біологічних наук. У 1939 році був обраний членом-кореспондентом Академії Наук УРСР.
Протягом 1944—1972 років завідував відділом ґрунтової та загальної мікробіології Інституту мікробіології АН УРСР ім. Д. К. Заболотного, а з 1972 року — науковим консультантом.
Помер 14 грудня 1988 року в м. Київ.

## Наукова робота
Праці Л.. Й. Рубенчика присвячені питанням загальної, водної, ґрунтової та промислової мікробіології. Він автор понад 180 наукових праць та авторських свідоцтв. Під його керівництвом захищено біля 40 докторських та кандидатських дисертацій.

## Праці
- О брожении мочевины при температуре ниже нуля/Л. И. Рубенчик.// Журнал науково-дослідницьких кафедр в Одесі. — 1924. — № 10 — 11. — С. 17 — 26.
- К вопросу об источниках энергии для процесса десульфуризации в Одеських лиманах/ Л. И. Рубенчик// Украинский бальнеологический сборник. — 1927. — Т. 2-3. — С. 1 — 7.
- Микроорганизмы как фактор коррозии бетонов и метал лов/ Л. И. Рубенчик. — К.: Изд-во АН УССР, 1950. — 65 с.
- Азотобактер и его применение в сельском хозяйстве / Л. И. Рубенчик. — К.: Изд-во АН УССР, 1960. — 328 с.
- Микроорганизмы и космос/Л. И. Рубенчик. —  К.: Наукова думка, 1968. — 116 с.
- Микроорганизмы — биологические индикаторы / Л. И. Рубенчик. — К. : Наук. думка, 1972. — 163 c.
- Поиск микроорганизмов в космосе / Л. И. Рубенчик. — 2-е изд., перераб. и доп. — К.: Наук. думка, 1983. –  112 с.

## Нагороди
- Орден Трудового Червоного Прапора
- Медаль «За доблесну працю у Великій Вітчизняній війні 1941—1945 рр.»
- Премія імені Д. К. Заболотного (1973 р.).
- Премія Ради Міністрів СРСР (1983 р.).